# 云南梣
云南梣（学名：Fraxinus lingelsheimii）为木犀科梣属的植物。分布在中国大陆的云南等地，生长于海拔1,700米至2,300米的地区，见于山坡开旷的杂木林中，目前尚未由人工引种栽培。

## 别名
云南白蜡树（云南种子植物名录）